# Bernardino Baldi
Bernardino Baldi (Urbino, Italia, 5 de junio de 1553 - ídem, 12 de octubre de 1617) fue un escritor, historiador y matemático italiano, descendiente de una familia noble.
Baldi realizó sus estudios en Padua, y es reconocido por sus amplias habilidades relacionadas con la geografía, pintura, teología, poesía y traducción pues hablaba al menos 12 idiomas.

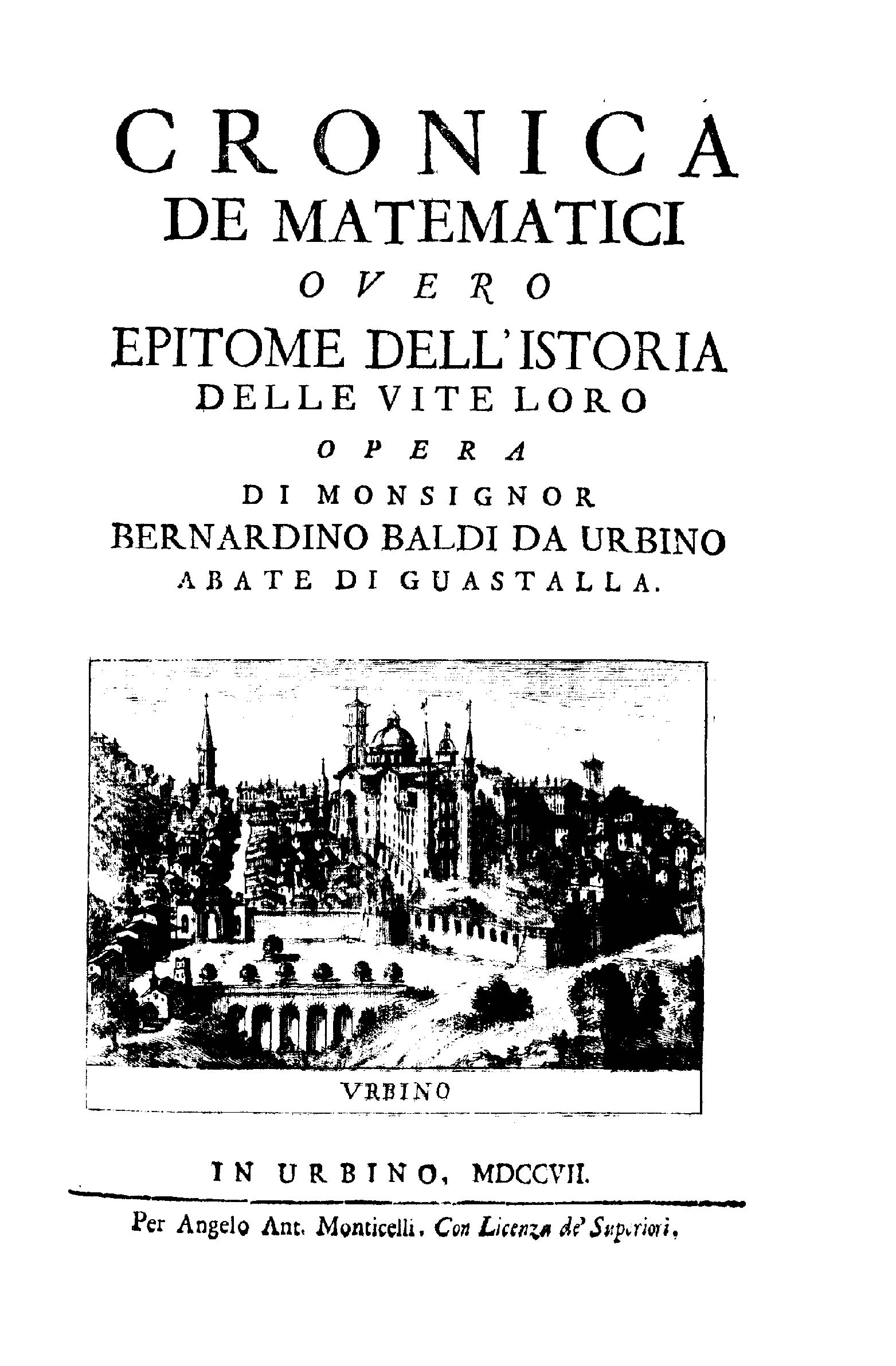
Cronica de matematici, 1707